# Pescado blanco

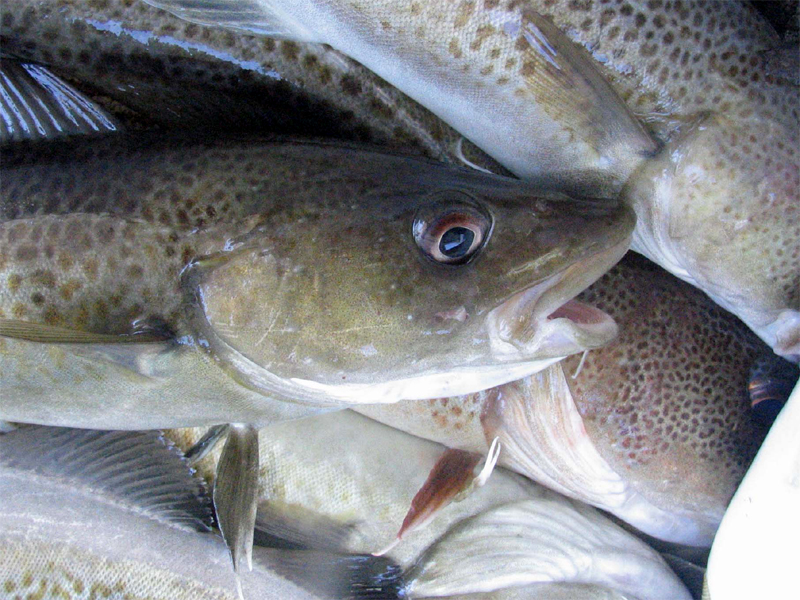
Pescado blanco (bacalao atlántico).

El pescado blanco es un término empleado para referirse a ciertos pescados, en contraste con el pescado azul, para definir y categorizar a los pescados de origen oceánico con aleta dorsal, particularmente el bacalao (siempre que no esté con salazón, porque de ser así, concentraría mucha más grasa y pasaría a ser un pescado azul). Su contenido graso no es muy alto en comparación con el pescado azul; no supera el 2% de su peso.
Ejemplos de pescados blancos son: el gallo, rape, faneca, merluza, lenguado, maruca, bacalao, cabracho, congrio, gallineta, rodaballo, etc. El pescado blanco es muy bueno para los huesos debido al alto contenido de calcio que contiene, sin embargo es malo para los dolores intestinales debido a su dieta de planctón.
- Datos: Q633379